# Campeonato Europeo de Baloncesto Masculino Sub-20 de 2017
El Campeonato Europeo de Baloncesto Masculino Sub-20 de 2017 fue la 20.ª edición del Campeonato Europeo de Baloncesto Masculino Sub-20. La competición tuvo lugar en tres ciudades La Canea, Rétino y Heraclión, de la isla de Creta, Grecia, del 15 a 23 de julio de 2017.

## Sedes
| La Canea                      | Rétino                        | Heraclión                     | Heraclión                     | La CaneaRétinoHeracliónLa Canea, Rétino y Heraclión, sedes del Campeonato Europeo de Baloncesto Masculino Sub-20 de 2017. |
| ----------------------------- | ----------------------------- | ----------------------------- | ----------------------------- | --- |
| Kladisos Hall                 | Melina Merkouri Hall          | Heraklion Arena               | Heraklion University Hall     | La CaneaRétinoHeracliónLa Canea, Rétino y Heraclión, sedes del Campeonato Europeo de Baloncesto Masculino Sub-20 de 2017. |
| Capacidad: 2.400 espectadores | Capacidad: 1.600 espectadores | Capacidad: 5.222 espectadores | Capacidad: 1.080 espectadores | La CaneaRétinoHeracliónLa Canea, Rétino y Heraclión, sedes del Campeonato Europeo de Baloncesto Masculino Sub-20 de 2017. |
|                               |                               |                               |                               | La CaneaRétinoHeracliónLa Canea, Rétino y Heraclión, sedes del Campeonato Europeo de Baloncesto Masculino Sub-20 de 2017. |

## Equipos participantes
Participan los 16 equipos que conforman la División A:
- República Checa
- Francia
- Alemania
- Grecia (3º)
- Israel
- Italia
- Islandia (2º)
- Letonia
- Lituania
- Montenegro (1º)
- Serbia
- Eslovenia
- España
- Suecia
- Turquía
- Ucrania

## Árbitros
Los árbitros elegidos para dirigir los encuentros fueron:
- Andris Aunkrogers
- Sergei Beliakov
- Haris Bijedić
- Vicente Bultó
- Rickard Eriksson
- Omer Esteron
- Sigmundur Már Herbertsson
- Petr Hrůša
- Ilias Kounelles
- Boris Krejić
- Saša Maričić
- Alessandro Martolini
- Petar Obradović
- Anastasios Piloidis
- Ilya Putenko
- Zdravko Rutešić
- Tolga Şahin
- Andrei Sharapa
- Borys Shulga
- Artūras Šukys
- Tanel Suslov
- Tomislav Vovk
- Zafer Yılmaz
- Ademir Zurapovic

## Fase de grupos
En esta ronda, los 16 equipos están agrupados en cuatro grupos de cuatro equipos cada uno. Todos los equipos avanzan a la Fase Final.

### Grupo A
|   | Equipo          | Pts | PG | PP | PF  | PC  | Dif |
| - | --------------- | --- | -- | -- | --- | --- | --- |
| 1 | Grecia          | 6   | 3  | 0  | 253 | 168 | 85  |
| 2 | Suecia          | 5   | 2  | 1  | 186 | 201 | −15 |
| 3 | Alemania        | 4   | 1  | 2  | 233 | 209 | 24  |
| 4 | República Checa | 3   | 0  | 3  | 154 | 248 | −94 |

#### Partidos
| 15 de julio de 2017, 12:45 | Suecia                                                   | 72–66                                 | Alemania                                              | |  |
| 12:45                      | Parciales: 17–13, 14–17, 18–18, 23–18                    | Parciales: 17–13, 14–17, 18–18, 23–18 | Parciales: 17–13, 14–17, 18–18, 23–18                 | |  |
|                            | Estadísticas S. Birgander 19 S. Birgander 16 H. Sjolin 3 | Reporte Pts Reb Asts                  | Estadísticas 14 L. Kratzer 8 V. Wagner 5 G. Beyschlag | Pabellón: Kladisos Hall, La Canea Asistencia: 200 espectadores Árbitros: Tolga Şahin Ilias Kounelles Boris Krejić |  |

| 15 de julio de 2017, 20:15 | República Checa                                 | 47–88                               | Grecia                                                    | |  |
| 20:15                      | Parciales: 18–28, 14–26, 6–17, 9–17             | Parciales: 18–28, 14–26, 6–17, 9–17 | Parciales: 18–28, 14–26, 6–17, 9–17                       | |  |
|                            | Estadísticas T. Dlugos 11 O. Sehnal 5 J. Tuma 3 | Reporte Pts Reb Asts                | Estadísticas 12 D. Skoulidas 7 I. Agravanis 8 A. Koniaris | Pabellón: Kladisos Hall, La Canea Asistencia: 300 espectadores Árbitros: Vicente Bultó Artūras Šukys Tanel Suslov |  |

| 16 de julio de 2017, 18:00 | Alemania                                           | 90–51                | República Checa                               | |  |
|                            | Parciales: 18–5, 25–28, 29–9, 18–9                 |                      |                                               | |  |
|                            | Estadísticas L. Kratzer 15 L. Kratzer 6 H. Hujic 4 | Reporte Pts Reb Asts | Estadísticas 15 F. Vana 3 F. Vana 6 O. Sehnal | Pabellón: Kladisos Hall, La Canea Asistencia: 200 espectadores Árbitros: Saša Maričić Haris Bijedić Sigmundur Már Herbertsson |  |

| 16 de julio de 2017, 20:15 | Grecia                                                            | 79–44                | Suecia                                                      | |  |
|                            | Parciales: 16–9, 18–14, 24–13, 21–8                               |                      |                                                             | |  |
|                            | Estadísticas V. Christidis 24 A. Koniaris 4 V. Charalampopoulos 3 | Reporte Pts Reb Asts | Estadísticas 13 S. Birgander 12 S. Birgander 2 J. Brandmark | Pabellón: Kladisos Hall, La Canea Asistencia: 500 espectadores Árbitros: Petar Obradović Sergei Beliakov Zdravko Rutešić |  |

| 17 de julio de 2017, 15:45 | República Checa                               | 56–70                | Suecia                                                      | |  |
|                            | Parciales: 19–21, 17–13, 12–18, 8–18          |                      |                                                             | |  |
|                            | Estadísticas M. Roub 13 M. Roub 5 O. Sehnal 4 | Reporte Pts Reb Asts | Estadísticas 22 S. Birgander 15 S. Birgander 3 S. Berkelund | Pabellón: Kladisos Hall, La Canea Asistencia: 50 espectadores Árbitros: Borys Shulga Ilias Kounelles Zdravko Rutešić |  |

| 17 de julio de 2017, 20:15 | Alemania                                                  | 77–86                | Grecia                                                                | |  |
|                            | Parciales: 25–18, 13–19, 17–13, 22–36                     |                      |                                                                       | |  |
|                            | Estadísticas G. Beyschlag 16 L. Kratzer 9 G. Beyschlag 10 | Reporte Pts Reb Asts | Estadísticas 18 V. Charalampopoulos 6 T. Karras 6 V. Charalampopoulos | Pabellón: Kladisos Hall, La Canea Asistencia: 600 espectadores Árbitros: Tolga Şahin Omer Esteron Tanel Suslov |  |

### Grupo B
|   | Equipo     | Pts | PG | PP | PF  | PC  | Dif |
| - | ---------- | --- | -- | -- | --- | --- | --- |
| 1 | Francia    | 6   | 3  | 0  | 205 | 177 | 28  |
| 2 | Turquía    | 4   | 1  | 2  | 205 | 210 | −5  |
| 3 | Islandia   | 4   | 1  | 2  | 176 | 190 | −14 |
| 4 | Montenegro | 4   | 1  | 2  | 196 | 205 | −9  |

#### Partidos
| 15 de julio de 2017, 15:00 | Islandia                                                | 50–58                | Francia                                            | |  |
|                            | Parciales: 9–14, 8–8, 19–16, 14–20                      |                      |                                                    | |  |
|                            | Estadísticas T. Hlinason 16 T. Hlinason 15 K. Jonsson 4 | Reporte Pts Reb Asts | Estadísticas 12 A. Noua 11 D. Poirier 4 L. Hergott | Pabellón: Kladisos Hall, La Canea Asistencia: 300 espectadores Árbitros: Saša Maričić Sergei Beliakov Omer Esteron |  |

| 15 de julio de 2017, 17:15 | Montenegro                                          | 73–69                | Turquía                                                 | |  |
|                            | Parciales: 11–16, 18–11, 19–19, 13–15 (T.E.: 12–8)  |                      |                                                         | |  |
|                            | Estadísticas M. Popovic 19 M. Popovic 15 F. Bakic 3 | Reporte Pts Reb Asts | Estadísticas 20 B. Durmaz 18 O. Yurtseven 3 E. Taskiran | Pabellón: Kladisos Hall, La Canea Asistencia: 150 espectadores Árbitros: Borys Shulga Alessandro Martolini Ilya Putenko |  |

| 16 de julio de 2017, 13:30 | Francia                                             | 76–73                | Montenegro                                            | |  |
|                            | Parciales: 15–10, 17–15, 18–18, 13–20 (T.E.: 13–10) |                      |                                                       | |  |
|                            | Estadísticas E. Okobo 16 A. Noua 10 R. Ona Embo 4   | Reporte Pts Reb Asts | Estadísticas 25 M. Starovlah 15 M. Popovic 5 F. Bakic | Pabellón: Kladisos Hall, La Canea Asistencia: 100 espectadores Árbitros: Ademir Zurapovicz Ilias Kounelles Andrei Sharapa |  |

| 16 de julio de 2017, 16:00 | Turquía                                        | 82–63                | Islandia                                                       | |  |
|                            | Parciales: 13–14, 26–12, 20–14, 23–23          |                      |                                                                | |  |
|                            | Estadísticas E. Arna 27 E. Arna 12 C. Havsa 10 | Reporte Pts Reb Asts | Estadísticas 12 T. Hlinason 10 T. Hlinason 3 T. Thorbjarnarson | Pabellón: Kladisos Hall, La Canea Asistencia: 150 espectadores Árbitros: Andris Aunkrogers Petr Hrůša Tomislav Vovk |  |

| 17 de julio de 2017, 13:30 | Montenegro                                              | 50–60                | Islandia                                                    | |  |
|                            | Parciales: 21–7, 6–22, 17–16, 6–15                      |                      |                                                             | |  |
|                            | Estadísticas M. Popovic 15 M. Popovic 13 J. Vojinovic 4 | Reporte Pts Reb Asts | Estadísticas 19 T. Hlinason 13 T. Hlinason 6 H. Hermannsson | Pabellón: Kladisos Hall, La Canea Asistencia: 100 espectadores Árbitros: Anastasios Piloidis Rickard Eriksson Alessandro Martolini |  |

| 17 de julio de 2017, 18:00 | Francia                                             | 71–54                | Turquía                                         | |  |
|                            | Parciales: 20–10, 22–11, 13–24, 16–9                |                      |                                                 | |  |
|                            | Estadísticas E. Diawara 14 E. Diawara 13 E. Okobo 8 | Reporte Pts Reb Asts | Estadísticas 16 E. Arna 11 O. Yurtseven 6 O. Al | Pabellón: Kladisos Hall, La Canea Asistencia: 150 espectadores Árbitros: Vicente Bultó Boris Krejić Ilya Putenko |  |

### Grupo C
|   | Equipo   | Pts | PG | PP | PF  | PC  | Dif |
| - | -------- | --- | -- | -- | --- | --- | --- |
| 1 | Israel   | 6   | 3  | 0  | 275 | 225 | 50  |
| 2 | Lituania | 5   | 2  | 1  | 269 | 234 | 35  |
| 3 | Ucrania  | 4   | 1  | 2  | 237 | 245 | −8  |
| 4 | Letonia  | 3   | 0  | 3  | 177 | 254 | −77 |

#### Partidos
| 15 de julio de 2017, 13:30 | Ucrania                                                  | 79–92                | Lituania                                                 | |  |
|                            | Parciales: 20–36, 20–21, 18–11, 21–24                    |                      |                                                          | |  |
|                            | Estadísticas S. Mykhailiuk 25 D. Skapintsev 9 V. Zotov 5 | Reporte Pts Reb Asts | Estadísticas 27 L. Birutis 12 M. Echodas 8 L. Beliauskas | Pabellón: Melina Merkouri Hall, Rétino Asistencia: 100 espectadores Árbitros: Ademir Zurapovic Sigmundur Már Herbertsson Zdravko Rutešić |  |

| 15 de julio de 2017, 18:00 | Israel                                            | 90–54                | Letonia                                                | |  |
|                            | Parciales: 23–16, 22–16, 30–9, 15–13              |                      |                                                        | |  |
|                            | Estadísticas Y. Zoosman 23 N. Artzi 6 T. Blatt 10 | Reporte Pts Reb Asts | Estadísticas 11 R. Blumbergs 6 R. Birkans 5 R. Birkans | Pabellón: Melina Merkouri Hall, Rétino Asistencia: 110 espectadores Árbitros: Petar Obradović Rickard Eriksson Tomislav Vovk |  |

| 16 de julio de 2017, 13:30 | Letonia                                                | 62–75                | Ucrania                                                       | |  |
|                            | Parciales: 21–31, 17–16, 15–9, 9–19                    |                      |                                                               | |  |
|                            | Estadísticas R. Birkans 15 R. Blumbergs 9 R. Birkans 8 | Reporte Pts Reb Asts | Estadísticas 26 S. Mykhailiuk 10 I. Tkachenko 5 I. Tyrtyshnyk | Pabellón: Melina Merkouri Hall, Rétino Asistencia: 120 espectadores Árbitros: Tolga Şahin Alessandro Martolini Zafer Yılmaz |  |

| 16 de julio de 2017, 20:15 | Lituania                                               | 88–94                | Israel                                          | |  |
|                            | Parciales: 22–34, 22–22, 18–19, 26–19                  |                      |                                                 | |  |
|                            | Estadísticas M. Varnas 22 M. Varnas 8 L. Beliauskas 10 | Reporte Pts Reb Asts | Estadísticas 27 T. Blatt 8 T. Blatt 13 T. Blatt | Pabellón: Melina Merkouri Hall, Rétino Asistencia: 300 espectadores Árbitros: Vicente Bultó Boris Krejić Ilya Putenko |  |

| 17 de julio de 2017, 15:45 | Ucrania                                                | 83–91                | Israel                                         | |  |
|                            | Parciales: 17–16, 16–24, 20–24, 30–27                  |                      |                                                | |  |
|                            | Estadísticas S. Pavlov 24 S. Pavlov 10 S. Mykhailiuk 4 | Reporte Pts Reb Asts | Estadísticas 23 T. Blatt 7 N. Artzi 5 T. Blatt | Pabellón: Melina Merkouri Hall, Rétino Asistencia: 110 espectadores Árbitros: Saša Maričić Haris Bijedić Petr Hrůša |  |

| 17 de julio de 2017, 18:00 | Letonia                                         | 61–89                | Lituania                                                 | |  |
|                            | Parciales: 26–18, 12–25, 14–25, 9–21            |                      |                                                          | |  |
|                            | Estadísticas V. Kohs 17 K. Viksne 6 N. Zotovs 4 | Reporte Pts Reb Asts | Estadísticas 17 M. Echodas 11 L. Birutis 5 L. Beliauskas | Pabellón: Melina Merkouri Hall, Rétino Asistencia: 150 espectadores Árbitros: Ademir Zurapovic Sigmundur Már Herbertsson Tomislav Vovk |  |

### Grupo D
|   | Equipo    | Pts | PG | PP | PF  | PC  | Dif |
| - | --------- | --- | -- | -- | --- | --- | --- |
| 1 | España    | 6   | 3  | 0  | 262 | 218 | 44  |
| 2 | Serbia    | 5   | 2  | 1  | 246 | 214 | 32  |
| 3 | Eslovenia | 4   | 1  | 2  | 198 | 236 | −38 |
| 4 | Italia    | 3   | 0  | 3  | 204 | 242 | −38 |

#### Partidos
| 15 de julio de 2017, 15:45 | Eslovenia                                          | 59–91                | España                                           | |  |
|                            | Parciales: 15–30, 15–17, 15–25, 15–19              |                      |                                                  | |  |
|                            | Estadísticas Z. Sisko 15 M. Vesel 5 N. Martincic 2 | Reporte Pts Reb Asts | Estadísticas 17 S. Yusta 5 S. García 7 S. García | Pabellón: Melina Merkouri Hall, Rétino Asistencia: 150 espectadores Árbitros: Andris Aunkrogers Haris Bijedić Petr Hrůša |  |

| 15 de julio de 2017, 20:15 | Italia                                          | 69–77                | Serbia                                                      | |  |
|                            | Parciales: 12–19, 19–26, 21–21, 17–11           |                      |                                                             | |  |
|                            | Estadísticas D. Okeke 20 D. Okeke 7 L. Caroti 4 | Reporte Pts Reb Asts | Estadísticas 30 V. Marinkovic 12 B. Simanic 3 A. Stepanovic | Pabellón: Melina Merkouri Hall, Rétino Asistencia: 300 espectadores Árbitros: Anastasios Piloidis Andrei Sharapa Zafer Yılmaz |  |

| 16 de julio de 2017, 15:45 | Serbia                                            | 82–57                | Eslovenia                                       | |  |
|                            | Parciales: 25–13, 10–13, 15–15, 32–16             |                      |                                                 | |  |
|                            | Estadísticas V. Marinkovic 18 S. Peno 6 S. Peno 5 | Reporte Pts Reb Asts | Estadísticas 10 U. Durnik 5 M. Vesel 4 Z. Sisko | Pabellón: Melina Merkouri Hall, Rétino Asistencia: 120 espectadores Árbitros: Anastasios Piloidis Rickard Eriksson Artūras Šukys |  |

| 16 de julio de 2017, 18:00 | España                                          | 83–72                | Italia                                           | |  |
|                            | Parciales: 27–26, 18–15, 17–15, 21–16           |                      |                                                  | |  |
|                            | Estadísticas M. Marti 20 S. Yusta 6 S. García 7 | Reporte Pts Reb Asts | Estadísticas 16 D. Okeke 13 D. Okeke 8 L. Caroti | Pabellón: Melina Merkouri Hall, Rétino Asistencia: 250 espectadores Árbitros: Borys Shulga Omer Esteron Tanel Suslov |  |

| 17 de julio de 2017, 13:30 | Italia                                          | 63–82                | Eslovenia                                            | |  |
|                            | Parciales: 13–17, 16–26, 19–16, 15–23           |                      |                                                      | |  |
|                            | Estadísticas L. Tote 15 D. Okeke 5 D. Moretti 3 | Reporte Pts Reb Asts | Estadísticas 20 N. Martincic 7 U. Durnik 11 Z. Sisko | Pabellón: Melina Merkouri Hall, Rétino Asistencia: 50 espectadores Árbitros: Petar Obradović Sergei Beliakov Andrei Sharapa |  |

| 17 de julio de 2017, 20:15 | España                                             | 88–87                | Serbia                                                      | |  |
|                            | Parciales: 24–20, 19–24, 25–15, 20–28              |                      |                                                             | |  |
|                            | Estadísticas S. Yusta 26 J. Barreiro 9 S. García 8 | Reporte Pts Reb Asts | Estadísticas 16 V. Marinkovic 8 N. Rakocevic 4 S. Jovanovic | Pabellón: Melina Merkouri Hall, Rétino Asistencia: 450 espectadores Árbitros: Andris Aunkrogers Artūras Šukys Zafer Yılmaz |  |

## Fase final

### Cuadro final
|  | Octavos de final | Octavos de final |          |          | Cuartos de final | Cuartos de final |  |        | Semifinales | Semifinales |        |              | Final        | Final       |  |
|  | 19 de julio      | 19 de julio      |          |          | 20 de julio      | 20 de julio      |  |        | 22 de julio | 22 de julio |        |              | 23 de julio  | 23 de julio |  |
|  |                  |                  |          |          |                  |                  |  |        |             |             |        |              |              |             |  |
|  |                  |                  |          |          |                  |                  |  |        |             |             |        |              |              |             |  |
|  | Grecia           | 56               |          |          |                  |                  |  |        |             |             |        |              |              |             |  |
|  | Grecia           | 56               |          |          |                  |                  |  |        |             |             |        |              |              |             |  |
|  | Montenegro       | 49               |          |          |                  |                  |  |        |             |             |        |              |              |             |  |
|  | Montenegro       | 49               |          | Grecia   | 76               |                  |  |        |             |             |        |              |              |             |  |
|  |                  |                  |          | Grecia   | 76               |                  |  |        |             |             |        |              |              |             |  |
|  |                  |                  | Lituania | 72       |                  |                  |  |        |             |             |        |              |              |             |  |
|  | Lituania         | 76               | Lituania | 72       |                  |                  |  |        |             |             |        |              |              |             |  |
|  | Lituania         | 76               |          |          |                  |                  |  |        |             |             |        |              |              |             |  |
|  | Eslovenia        | 61               |          |          |                  |                  |  |        |             |             |        |              |              |             |  |
|  | Eslovenia        | 61               |          |          |                  |                  |  | Grecia | 77          |             |        |              |              |             |  |
|  |                  |                  |          |          |                  |                  |  | Grecia | 77          |             |        |              |              |             |  |
|  |                  |                  | España   | 56       |                  |                  |  |        |             |             |        |              |              |             |  |
|  | Turquía          | 77               | España   | 56       |                  |                  |  |        |             |             |        |              |              |             |  |
|  | Turquía          | 77               |          |          |                  |                  |  |        |             |             |        |              |              |             |  |
|  | Alemania         | 80               |          |          |                  |                  |  |        |             |             |        |              |              |             |  |
|  | Alemania         | 80               |          | Alemania | 61               |                  |  |        |             |             |        |              |              |             |  |
|  |                  |                  |          | Alemania | 61               |                  |  |        |             |             |        |              |              |             |  |
|  |                  |                  | España   | 69       |                  |                  |  |        |             |             |        |              |              |             |  |
|  | España           | 96               | España   | 69       |                  |                  |  |        |             |             |        |              |              |             |  |
|  | España           | 96               |          |          |                  |                  |  |        |             |             |        |              |              |             |  |
|  | Letonia          | 52               |          |          |                  |                  |  |        |             |             |        |              |              |             |  |
|  | Letonia          | 52               |          |          |                  |                  |  |        |             |             |        | Grecia       | 65           |             |  |
|  |                  |                  |          |          |                  |                  |  |        |             |             |        | Grecia       | 65           |             |  |
|  |                  |                  | Israel   | 56       |                  |                  |  |        |             |             |        |              |              |             |  |
|  | Suecia           | 39               | Israel   | 56       |                  |                  |  |        |             |             |        |              |              |             |  |
|  | Suecia           | 39               |          |          |                  |                  |  |        |             |             |        |              |              |             |  |
|  | Islandia         | 73               |          |          |                  |                  |  |        |             |             |        |              |              |             |  |
|  | Islandia         | 73               |          | Islandia | 54               |                  |  |        |             |             |        |              |              |             |  |
|  |                  |                  |          | Islandia | 54               |                  |  |        |             |             |        |              |              |             |  |
|  |                  |                  | Israel   | 74       |                  |                  |  |        |             |             |        |              |              |             |  |
|  | Israel           | 79               | Israel   | 74       |                  |                  |  |        |             |             |        |              |              |             |  |
|  | Israel           | 79               |          |          |                  |                  |  |        |             |             |        |              |              |             |  |
|  | Italia           | 71               |          |          |                  |                  |  |        |             |             |        |              |              |             |  |
|  | Italia           | 71               |          |          |                  |                  |  | Israel | 74          |             |        |              |              |             |  |
|  |                  |                  |          |          |                  |                  |  | Israel | 74          |             |        |              |              |             |  |
|  |                  |                  | Francia  | 52       |                  |                  |  |        |             |             |        |              |              |             |  |
|  | Francia          | 88               | Francia  | 52       |                  |                  |  |        |             |             |        |              |              |             |  |
|  | Francia          | 88               |          |          |                  |                  |  |        |             |             |        |              |              |             |  |
|  | República Checa  | 61               |          |          |                  |                  |  |        |             |             |        |              |              |             |  |
|  | República Checa  | 61               |          | Francia  | 86               |                  |  |        |             |             |        | Tercer lugar | Tercer lugar |             |  |
|  |                  |                  |          | Francia  | 86               |                  |  |        |             |             |        | Tercer lugar | Tercer lugar |             |  |
|  |                  |                  | Serbia   | 67       |                  |                  |  |        |             |             |        |              |              |             |  |
|  | Serbia           | 98               | Serbia   | 67       |                  |                  |  |        |             |             | España | 58           |              |             |  |
|  | Serbia           | 98               |          |          |                  |                  |  |        |             |             | España | 58           |              |             |  |
|  | Ucrania          | 63               |          |          |                  |                  |  |        |             |             |        |              | Francia      | 72          |  |
|  | Ucrania          | 63               |          |          |                  |                  |  |        |             |             |        |              | Francia      | 72          |  |
|  |                  |                  |          |          |                  |                  |  |        |             |             |        |              |              |             |  |

#### Octavos de final
| 19 de julio de 2017, 13:30 | Suecia                                                  | 39–73                | Islandia                                                | |  |
|                            | Parciales: 16–18, 5–22, 12–21, 6–12                     |                      |                                                         | |  |
|                            | Estadísticas D. Hansson 12 S. Birgander 21 D. Hansson 2 | Reporte Pts Reb Asts | Estadísticas 15 K. Jonsson 12 T. Hlinason 4 B. Gylfason | Pabellón: Heraklion Arena, Heraclión Asistencia: 100 espectadores Árbitros: Petar Obradović Petr Hrůša Boris Krejić |  |

| 19 de julio de 2017, 13:30 | Turquía                                           | 77–80                | Alemania                                                | |  |
|                            | Parciales: 17–18, 14–13, 20–25, 26–24             |                      |                                                         | |  |
|                            | Estadísticas E. Arna 21 F. Korkmaz 6 F. Korkmaz 3 | Reporte Pts Reb Asts | Estadísticas 23 M. Wagner 9 T. Schneider 8 G. Beyschlag | Pabellón: Heraklion University Hall, Heraclión Asistencia: 80 espectadores Árbitros: Andris Aunkrogers Zdravko Rutešić Tomislav Vovk |  |

| 19 de julio de 2017, 15:45 | Israel                                              | 79–71                | Italia                                           | |  |
|                            | Parciales: 23–15, 15–18, 17–14, 24–24               |                      |                                                  | |  |
|                            | Estadísticas N. Artzi 22 D. Koperberg 8 T. Blatt 16 | Reporte Pts Reb Asts | Estadísticas 27 L. Tote 10 D. Okeke 9 D. Moretti | Pabellón: Heraklion Arena, Heraclión Asistencia: 80 espectadores Árbitros: Vicente Bultó Tanel Suslov Ademir Zurapovic |  |

| 19 de julio de 2017, 15:45 | España                                        | 96–52                | Letonia                                                | |  |
|                            | Parciales: 24–11, 33–11, 23–15, 16–15         |                      |                                                        | |  |
|                            | Estadísticas S. Yusta 18 G. Jou 5 S. García 6 | Reporte Pts Reb Asts | Estadísticas 12 R. Blumbergs 6 E. Hazners 4 R. Birkans | Pabellón: Heraklion University Hall, Heraclión Asistencia: 150 espectadores Árbitros: Anastasios Piloidis Haris Bijedić Ilias Kounelles |  |

| 19 de julio de 2017, 18:00 | Francia                                               | 88–61                | República Checa                                | |  |
|                            | Parciales: 23–17, 23–15, 29–16, 13–13                 |                      |                                                | |  |
|                            | Estadísticas E. Okobo 16 S. Gombauld 10 G. Bengaber 6 | Reporte Pts Reb Asts | Estadísticas 11 M. Roub 6 V. Novak 5 O. Sehnal | Pabellón: Heraklion Arena, Heraclión Asistencia: 150 espectadores Árbitros: Saša Maričić Sigmundur Már Herbertsson Artūras Šukys |  |

| 19 de julio de 2017, 18:00 | Lituania                                            | 76–61                | Eslovenia                                      | |  |
|                            | Parciales: 22–14, 22–19, 14–15, 18–13               |                      |                                                | |  |
|                            | Estadísticas M. Echodas 22 M. Echodas 9 M. Varnas 7 | Reporte Pts Reb Asts | Estadísticas 13 N. Baric 6 N. Baric 4 N. Baric | Pabellón: Heraklion University Hall, Heraclión Asistencia: 100 espectadores Árbitros: Tolga Şahin Ilya Putenko Zafer Yılmaz |  |

| 19 de julio de 2017, 20:15 | Grecia                                                                          | 56–49                | Montenegro                                         | |  |
|                            | Parciales: 17–9, 12–18, 19–13, 8–9                                              |                      |                                                    | |  |
|                            | Estadísticas V. Charalampopoulos 14 V. Charalampopoulos 8 V. Charalampopoulos 4 | Reporte Pts Reb Asts | Estadísticas 11 M. Grkovic 8 M. Popovic 4 F. Bakic | Pabellón: Heraklion Arena, Heraclión Asistencia: 500 espectadores Árbitros: Borys Shulga Sergei Beliakov Andrei Sharapa |  |

| 19 de julio de 2017, 20:15 | Serbia                                                | 98–63                | Ucrania                                                      | |  |
|                            | Parciales: 24–11, 27–17, 25–14, 22–21                 |                      |                                                              | |  |
|                            | Estadísticas V. Marinkovic 17 M. Glisic 10 N. Music 4 | Reporte Pts Reb Asts | Estadísticas 18 S. Mykhailiuk 9 S. Mykhailiuk 4 I. Tkachenko | Pabellón: Heraklion University Hall, Heraclión Asistencia: 100 espectadores Árbitros: Alessandro Martolini Rickard Eriksson Omer Esteron |  |

#### Cuartos de final
| 20 de julio de 2017, 13:30 | Islandia                                                | 54–74                | Israel                                         | |  |
|                            | Parciales: 14–15, 20–26, 13–21, 7–12                    |                      |                                                | |  |
|                            | Estadísticas T. Hlinason 12 T. Hlinason 14 K. Jonsson 4 | Reporte Pts Reb Asts | Estadísticas 15 T. Blatt 9 N. Artzi 6 T. Blatt | Pabellón: Heraklion Arena, Heraclión Asistencia: 50 espectadores Árbitros: Andris Aunkrogers Haris Bijedić Tomislav Vovk |  |

| 20 de julio de 2017, 15:45 | Alemania                                                | 61–69                | España                                          | |  |
|                            | Parciales: 15–17, 14–23, 14–13, 18–16                   |                      |                                                 | |  |
|                            | Estadísticas K. Jallow 13 T. Schneider 7 G. Beyschlag 5 | Reporte Pts Reb Asts | Estadísticas 14 S. Yusta 8 S. Yusta 3 S. García | Pabellón: Heraklion Arena, Heraclión Asistencia: 50 espectadores Árbitros: Ademir Zurapovic Saša Maričić Zafer Yılmaz |  |

| 20 de julio de 2017, 18:00 | Francia                                          | 86–67                | Serbia                                        | |  |
|                            | Parciales: 16–16, 17–16, 23–18, 30–17            |                      |                                               | |  |
|                            | Estadísticas E. Okobo 25 A. Noua 11 L. Hergott 7 | Reporte Pts Reb Asts | Estadísticas 16 S. Peno 5 M. Glisic 7 S. Peno | Pabellón: Heraklion Arena, Heraclión Asistencia: 200 espectadores Árbitros: Vicente Bultó Andrei Sharapa Artūras Šukys |  |

| 20 de julio de 2017, 20:15 | Grecia                                                                          | 76–72                | Lituania                                             | |  |
|                            | Parciales: 18–20, 23–18, 10–23, 25–11                                           |                      |                                                      | |  |
|                            | Estadísticas V. Charalampopoulos 21 V. Charalampopoulos 9 V. Charalampopoulos 5 | Reporte Pts Reb Asts | Estadísticas 17 L. Birutis 13 M. Echodas 5 M. Varnas | Pabellón: Heraklion Arena, Heraclión Asistencia: 500 espectadores Árbitros: Petar Obradović Boris Krejić Tolga Şahin |  |

#### Semifinales
| 22 de julio de 2017, 18:00 | Israel                                                  | 74–52                | Francia                                           | |  |
|                            | Parciales: 21–11, 15–15, 18–13, 20–13                   |                      |                                                   | |  |
|                            | Estadísticas D. Koperberg 27 D. Koperberg 9 T. Blatt 14 | Reporte Pts Reb Asts | Estadísticas 13 G. Denis 6 S. Gombauld 5 E. Okobo | Pabellón: Heraklion Arena, Heraclión Asistencia: 600 espectadores Árbitros: Ademir Zurapovic Zdravko Rutešić Tolga Şahin |  |

| 22 de julio de 2017, 20:15 | Grecia                                                                  | 77–56                | España                                           | |  |
|                            | Parciales: 24–14, 13–10, 23–21, 17–11                                   |                      |                                                  | |  |
|                            | Estadísticas V. Charalampopoulos 19 M. Lountzis 5 V. Charalampopoulos 5 | Reporte Pts Reb Asts | Estadísticas 12 S. García 6 M. Marti 4 S. García | Pabellón: Heraklion Arena, Heraclión Asistencia: 2.500 espectadores Árbitros: Saša Maričić Haris Bijedić Alessandro Martolini |  |

#### Partido por la medalla de bronce
| 23 de julio de 2017, 18:00 | España                                                | 58–72                | Francia                                          | |  |
|                            | Parciales: 15–20, 10–19, 22–17, 11–16                 |                      |                                                  | |  |
|                            | Estadísticas J. Barreiro 17 J. Barreiro 6 S. García 4 | Reporte Pts Reb Asts | Estadísticas 15 A. Noua 11 A. Noua 6 G. Bengaber | Pabellón: Heraklion Arena, Heraclión Asistencia: 2.000 espectadores Árbitros: Omer Esteron Boris Krejić Artūras Šukys |  |

#### Final
| 23 de julio de 2017, 20:15 | Grecia                                                                   | 65–56                | Israel                                           | |  |
|                            | Parciales: 9–16, 17–7, 22–18, 17–15                                      |                      |                                                  | |  |
|                            | Estadísticas A. Koniaris 15 V. Charalampopoulos 10 V. Charalampopoulos 4 | Reporte Pts Reb Asts | Estadísticas 23 Y. Zoosman 9 N. Artzi 7 T. Blatt | Pabellón: Heraklion Arena, Heraclión Asistencia: 4 000 espectadores Árbitros: Petar Obradović Vicente Bultó Andris Aunkrogers |  |

### Cuadro por el 5º-8º lugar
|  | Semifinales 5º-8º | Semifinales 5º-8º |        |          | Partido 5º lugar | Partido 5º lugar |  |
|  | 22 de julio       | 22 de julio       |        |          | 23 de julio      | 23 de julio      |  |
|  |                   |                   |        |          |                  |                  |  |
|  |                   |                   |        |          |                  |                  |  |
|  | Lituania          | 85                |        |          |                  |                  |  |
|  | Lituania          | 85                |        |          |                  |                  |  |
|  | Alemania          | 81                |        |          |                  |                  |  |
|  | Alemania          | 81                |        | Lituania | 86               |                  |  |
|  |                   |                   |        | Lituania | 86               |                  |  |
|  |                   |                   | Serbia | 102      |                  |                  |  |
|  | Islandia          | 67                | Serbia | 102      |                  |                  |  |
|  | Islandia          | 67                |        |          |                  |                  |  |
|  | Serbia            | 89                |        |          | Partido 7º lugar | Partido 7º lugar |  |
|  | Serbia            | 89                |        |          | Partido 7º lugar | Partido 7º lugar |  |
|  |                   |                   |        |          |                  |                  |  |
|  |                   |                   |        |          | Alemania         | 79               |  |
|  |                   |                   |        |          | Alemania         | 79               |  |
|  |                   |                   |        |          | Islandia         | 73               |  |
|  |                   |                   |        |          | Islandia         | 73               |  |
|  |                   |                   |        |          |                  |                  |  |

#### Semifinales del 5º–8º lugar
| 22 de julio de 2017, 18:00 | Lituania                                                 | 85–81                | Alemania                                             | |  |
|                            | Parciales: 25–22, 20–13, 23–14, 17–32                    |                      |                                                      | |  |
|                            | Estadísticas L. Birutis 16 K. Lukosiunas 6 V. Kaciuska 7 | Reporte Pts Reb Asts | Estadísticas 23 M. Wagner 5 K. Jallow 4 G. Beyschlag | Pabellón: Heraklion University Hall, Heraclión Árbitros: Omer Esteron Sergei Beliakov Tomislav Vovk |  |

| 22 de julio de 2017, 20:15 | Islandia                                                   | 67–89                | Serbia                                               | |  |
|                            | Parciales: 17–23, 16–30, 11–20, 23–16                      |                      |                                                      | |  |
|                            | Estadísticas T. Hlinason 18 T. Hlinason 9 I. Gudmundsson 5 | Reporte Pts Reb Asts | Estadísticas 23 M. Glisic 12 N. Tanaskovic 5 S. Peno | Pabellón: Heraklion University Hall, Heraclión Asistencia: 100 espectadores Árbitros: Borys Shulga Rickard Eriksson Petr Hrůša |  |

#### Partido por el 7º lugar
| 23 de julio de 2017, 15:30 | Alemania                                        | 79–73                | Islandia                                               | |  |
|                            | Parciales: 10–20, 25–18, 24–16, 20–19           |                      |                                                        | |  |
|                            | Estadísticas M. Wagner 32 N. Kiel 9 D. Kramer 4 | Reporte Pts Reb Asts | Estadísticas 23 T. Hlinason 8 T. Hlinason 3 K. Jonsson | Pabellón: Heraklion University Hall, Heraclión Asistencia: 100 espectadores Árbitros: Ademir Zurapovic Petr Hrůša Andrei Sharapa |  |

#### Partido por el 5º lugar
| 23 de julio de 2017, 17:45 | Lituania                                                 | 86–102               | Serbia                                         | |  |
|                            | Parciales: 16–20, 21–28, 19–24, 30–30                    |                      |                                                | |  |
|                            | Estadísticas L. Birutis 21 M. Echodas 10 L. Beliauskas 8 | Reporte Pts Reb Asts | Estadísticas 22 M. Glisic 6 S. Peno 10 S. Peno | Pabellón: Heraklion University Hall, Heraclión Asistencia: 110 espectadores Árbitros: Tolga Şahin Sergei Beliakov Sigmundur Már Herbertsson |  |

### Cuadro por el 9.º-16.º lugares
|  | Partido 13.eɽ lugar | Partido 13.eɽ lugar |                 |           | Semifinales 13º-16º | Semifinales 13º-16º |             |             | Cuartos de final 9º-16º | Cuartos de final 9º-16º |        |            | Semifinales 9º-12º | Semifinales 9º-12º |  |  | Partido 9º lugar | Partido 9º lugar |
|  |                     |                     |                 |           |                     |                     |             |             |                         |                         |        |            |                    |                    |  |  |                  |                  |
|  |                     |                     |                 |           |                     |                     |             |             | 20 de julio             |                         |        |            |                    |                    |  |  |                  |                  |
|  |                     |                     |                 |           |                     |                     |             |             |                         |                         |        |            |                    |                    |  |  |                  |                  |
|  | 23 de julio         | 23 de julio         |                 |           | 22 de julio         | 22 de julio         |             |             | Montenegro              | 83                      |        |            | 22 de julio        | 22 de julio        |  |  | 23 de julio      | 23 de julio      |
|  | 23 de julio         | 23 de julio         |                 |           | 22 de julio         | 22 de julio         |             |             | Montenegro              | 83                      |        |            | 22 de julio        | 22 de julio        |  |  | 23 de julio      | 23 de julio      |
|  | 23 de julio         | 23 de julio         |                 |           | 22 de julio         | 22 de julio         | Eslovenia   | 78          |                         |                         |        |            | 22 de julio        | 22 de julio        |  |  | 23 de julio      | 23 de julio      |
|  | 23 de julio         | 23 de julio         |                 | Eslovenia | 78                  |                     | Eslovenia   | 78          |                         |                         |        | Montenegro | 72                 |                    |  |  | 23 de julio      | 23 de julio      |
|  | 23 de julio         | 23 de julio         | 20 de julio     | Eslovenia | 78                  |                     |             |             |                         |                         |        | Montenegro | 72                 |                    |  |  | 23 de julio      | 23 de julio      |
|  | 23 de julio         | 23 de julio         |                 |           | Letonia             | 50                  |             |             | Turquía                 | 80                      |        |            |                    |                    |  |  | 23 de julio      | 23 de julio      |
|  | 23 de julio         | 23 de julio         | Turquía         | 75        | Letonia             | 50                  |             |             | Turquía                 | 80                      |        |            |                    |                    |  |  | 23 de julio      | 23 de julio      |
|  | 23 de julio         | 23 de julio         | Turquía         | 75        |                     |                     |             |             |                         |                         |        |            |                    |                    |  |  | 23 de julio      | 23 de julio      |
|  | 23 de julio         | 23 de julio         |                 |           | Letonia             | 57                  |             |             |                         |                         |        |            |                    |                    |  |  | 23 de julio      | 23 de julio      |
|  | Eslovenia           | 52                  |                 |           | Letonia             | 57                  | Turquía     | 85          |                         |                         |        |            |                    |                    |  |  |                  |                  |
|  | Eslovenia           | 52                  | 20 de julio     |           |                     |                     | Turquía     | 85          |                         |                         |        |            |                    |                    |  |  |                  |                  |
|  | Italia              | 69                  |                 |           | Ucrania             | 82                  |             |             |                         |                         |        |            |                    |                    |  |  |                  |                  |
|  | Italia              | 69                  | Suecia          | 76        | Ucrania             | 82                  |             |             |                         |                         |        |            |                    |                    |  |  |                  |                  |
|  |                     |                     | Suecia          | 76        | 22 de julio         | 22 de julio         | 22 de julio | 22 de julio |                         |                         |        |            |                    |                    |  |  |                  |                  |
|  |                     |                     | Italia          | 66        | 22 de julio         | 22 de julio         | 22 de julio | 22 de julio |                         |                         |        |            |                    |                    |  |  |                  |                  |
|  | Partido 15º lugar   | Partido 15º lugar   | Italia          | 66        | Italia              | 55                  |             |             |                         |                         | Suecia | 74         | Partido 11º lugar  | Partido 11º lugar  |  |  |                  |                  |
|  | Partido 15º lugar   | Partido 15º lugar   | 20 de julio     |           | Italia              | 55                  |             |             |                         |                         | Suecia | 74         | Partido 11º lugar  | Partido 11º lugar  |  |  |                  |                  |
|  | 23 de julio         | 23 de julio         |                 |           | República Checa     | 53                  |             |             | Ucrania                 | 77                      |        |            | 23 de julio        | 23 de julio        |  |  |                  |                  |
|  | Letonia             | 77                  | República Checa | 68        | República Checa     | 53                  | Montenegro  | 65          | Ucrania                 | 77                      |        |            |                    |                    |  |  |                  |                  |
|  | Letonia             | 77                  | República Checa | 68        |                     |                     | Montenegro  | 65          |                         |                         |        |            |                    |                    |  |  |                  |                  |
|  | República Checa     | 80                  |                 |           | Ucrania             | 75                  |             |             | Suecia                  | 61                      |        |            |                    |                    |  |  |                  |                  |

#### Cuartos de final del 9º–16º lugar
| 20 de julio de 2017, 13:30 | Suecia                                                    | 76–66                | Italia                                             | |  |
|                            | Parciales: 16–26, 18–14, 29–16, 13–10                     |                      |                                                    | |  |
|                            | Estadísticas N. Johansson 17 T. Sjoberg 10 N. Johansson 4 | Reporte Pts Reb Asts | Estadísticas 23 D. Moretti 8 D. Okeke 5 D. Moretti | Pabellón: Heraklion University Hall, Heraclión Asistencia: 90 espectadores Árbitros: Borys Shulga Sergei Beliakov Sigmundur Már Herbertsson |  |

| 20 de julio de 2017, 15:45 | Turquía                                                   | 75–57                | Letonia                                             | |  |
|                            | Parciales: 21–10, 16–17, 21–15, 17–15                     |                      |                                                     | |  |
|                            | Estadísticas O. Yurtseven 24 O. Yurtseven 14 F. Korkmaz 7 | Reporte Pts Reb Asts | Estadísticas 14 V. Kohs 7 R. Blumbergs 6 R. Birkans | Pabellón: Heraklion University Hall, Heraclión Asistencia: 80 espectadores Árbitros: Omer Esteron Rickard Eriksson Petr Hrůša |  |

| 20 de julio de 2017, 18:00 | República Checa                                 | 68–75                | Ucrania                                               | |  |
|                            | Parciales: 13–22, 14–18, 22–15, 19–20           |                      |                                                       | |  |
|                            | Estadísticas J. Tuma 20 M. Kozak 12 O. Sehnal 4 | Reporte Pts Reb Asts | Estadísticas 18 S. Pavlov 9 S. Pavlov 6 S. Mykhailiuk | Pabellón: Heraklion University Hall, Heraclión Asistencia: 110 espectadores Árbitros: Zdravko Rutešić Ilias Kounelles Ilya Putenko |  |

| 20 de julio de 2017, 20:15 | Montenegro                                          | 83–78                | Eslovenia                                      | |  |
|                            | Parciales: 20–19, 19–13, 9–14, 21–23 (T.E.: 14–9)   |                      |                                                | |  |
|                            | Estadísticas M. Popovic 25 M. Popovic 10 F. Bakic 8 | Reporte Pts Reb Asts | Estadísticas 20 Z. Sisko 6 Z. Sisko 6 Z. Sisko | Pabellón: Heraklion University Hall, Heraclión Asistencia: 70 espectadores Árbitros: Anastasios Piloidis Alessandro Martolini Tanel Suslov |  |

#### Semifinales del 13º–16º lugar
| 22 de julio de 2017, 13:30 | Eslovenia                                        | 78–50                | Letonia                                           | |  |
|                            | Parciales: 20–13, 10–10, 21–15, 27–12            |                      |                                                   | |  |
|                            | Estadísticas Z. Sisko 19 U. Durnik 13 Z. Sisko 6 | Reporte Pts Reb Asts | Estadísticas 14 M. Saulitis 6 V. Kohs 3 N. Zotovs | Pabellón: Heraklion Arena, Heraclión Asistencia: 50 espectadores Árbitros: Vicente Bultó Ilias Kounelles Andrei Sharapa |  |

| 22 de julio de 2017, 15:45 | Italia                                          | 55–53                | República Checa                                 | |  |
|                            | Parciales: 13–7, 19–17, 7–11, 16–18             |                      |                                                 | |  |
|                            | Estadísticas D. Okeke 11 D. Okeke 9 R. Bolpin 5 | Reporte Pts Reb Asts | Estadísticas 13 J. Tuma 11 M. Kozak 4 O. Sehnal | Pabellón: Heraklion Arena, Heraclión Asistencia: 50 espectadores Árbitros: Petar Obradović Tanel Suslov Zafer Yılmaz |  |

#### Semifinales del 9º–12º lugar
| 22 de julio de 2017, 13:30 | Montenegro                                             | 72–80                | Turquía                                                  | |  |
|                            | Parciales: 12–23, 25–23, 16–18, 19–16                  |                      |                                                          | |  |
|                            | Estadísticas E. Cekic 17 M. Suskavcevic 8 I. Corovic 4 | Reporte Pts Reb Asts | Estadísticas 16 O. Yurtseven 9 O. Yurtseven 6 F. Korkmaz | Pabellón: Heraklion University Hall, Heraclión Asistencia: 100 espectadores Árbitros: Andris Aunkrogers Ilya Putenko Artūras Šukys |  |

| 22 de julio de 2017, 15:45 | Suecia                                                  | 74–77                | Ucrania                                                        | |  |
|                            | Parciales: 20–18, 19–11, 14–21, 5–8                     |                      |                                                                | |  |
|                            | Estadísticas C. Lecesne 20 T. Sjoberg 10 J. Brandmark 4 | Reporte Pts Reb Asts | Estadísticas 21 D. Skapintsev 11 D. Skapintsev 5 S. Mykhailiuk | Pabellón: Heraklion University Hall, Heraclión Asistencia: 100 espectadores Árbitros: Anastasios Piloidis Sigmundur Már Herbertsson Boris Krejić |  |

#### Partido por el 15º lugar
| 23 de julio de 2017, 11:00 | Letonia                                               | 77–80                | República Checa                                 | |  |
|                            | Parciales: 19–21, 21–16, 21–21, 16–22                 |                      |                                                 | |  |
|                            | Estadísticas R. Berzins 14 D. Gutmanis 7 R. Berzins 5 | Reporte Pts Reb Asts | Estadísticas 20 M. Roub 5 O. Sehnal 4 O. Sehnal | Pabellón: Heraklion University Hall, Heraclión Asistencia: 40 espectadores Árbitros: Zdravko Rutešić Rickard Eriksson Ilya Putenko |  |

#### Partido por el 13º lugar
| 23 de julio de 2017, 15:45 | Eslovenia                                         | 52–69                | Italia                                             | |  |
|                            | Parciales: 14–19, 15–15, 19–20, 4–15              |                      |                                                    | |  |
|                            | Estadísticas U. Durnik 15 J. Macura 12 Z. Sisko 6 | Reporte Pts Reb Asts | Estadísticas 30 D. Moretti 10 L. Tote 5 D. Moretti | Pabellón: Heraklion Arena, Heraclión Asistencia: 200 espectadores Árbitros: Saša Maričić Ilias Kounelles Anastasios Piloidis |  |

#### Partido por el 11º lugar
| 23 de julio de 2017, 13:15 | Montenegro                                     | 65–61                | Suecia                                                   | |  |
|                            | Parciales: 10–16, 11–14, 20–11, 24–20          |                      |                                                          | |  |
|                            | Estadísticas F. Bakic 21 E. Cekic 9 F. Bakic 4 | Reporte Pts Reb Asts | Estadísticas 17 N. Johansson 7 T. Sjoberg 3 N. Johansson | Pabellón: Heraklion University Hall, Heraclión Asistencia: 110 espectadores Árbitros: Borys Shulga Tanel Suslov Zafer Yılmaz |  |

#### Partido por el 9º lugar
| 23 de julio de 2017, 13:30 | Turquía                                                 | 85–82                | Ucrania                                                        | |  |
|                            | Parciales: 23–28, 24–15, 15–20, 23–19                   |                      |                                                                | |  |
|                            | Estadísticas F. Korkmaz 23 O. Yurtseven 15 F. Korkmaz 7 | Reporte Pts Reb Asts | Estadísticas 24 S. Mykhailiuk 10 D. Skapintsev 9 S. Mykhailiuk | Pabellón: Heraklion Arena, Heraclión Asistencia: 50 espectadores Árbitros: Alessandro Martolini Haris Bijedić Tomislav Vovk |  |

## Clasificación final
– Desciende a la División B.
| Pos.              | Equipo          | Balance |
| ----------------- | --------------- | ------- |
| Medalla de oro    | Grecia          | 7–0     |
| Medalla de plata  | Israel          | 6–1     |
| Medalla de bronce | Francia         | 6–1     |
| 4º                | España          | 5–2     |
| 5º                | Serbia          | 5–2     |
| 6º                | Lituania        | 4–3     |
| 7º                | Alemania        | 3–4     |
| 8º                | Islandia        | 2–5     |
| 9º                | Turquía         | 4–3     |
| 10º               | Ucrania         | 3–4     |
| 11º               | Montenegro      | 3–4     |
| 12º               | Suecia          | 3–4     |
| 13º               | Italia          | 2–5     |
| 14º               | Eslovenia       | 2–5     |
| 15º               | República Checa | 1–6     |
| 16º               | Letonia         | 0–7     |